# Vils (Austria)
Vils – miasto w Austrii, w kraju związkowym Tyrol, w powiecie Reutte.

## Współpraca
Miejscowość partnerska:
- Marktredwitz, Niemcy